# دون نيومان
دون نيومان هو صحفي كندي، ولد في 28 أكتوبر 1940 في وينيبيغ في كندا.